# Anatoli Alexejewitsch Solonizyn
Anatoli Alexejewitsch Solonizyn (russisch Анатолий Алексеевич Солоницын; * 30. August 1934 in Bogorodsk; † 11. Juni 1982 in Moskau) war ein sowjetischer Schauspieler. Im Westen wurde er vor allem durch die Filme Andrei Tarkowskis bekannt. In dessen Andrej Rubljow spielte er die Hauptrolle.

## Leben
Eine der ersten Filmrollen Solonizyns war die des russischen Ikonenmalers Andrei Rubljow in Andrei Tarkowskis gleichnamigem Film von 1966. Er wurde von ihm danach immer wieder eingesetzt, so in Solaris (1972) und als der „Schriftsteller“ in Stalker (1979). 
Solonizyn spielte in zahlreichen weiteren sowjetischen Filmproduktionen. 1981 gewann er bei den Internationalen Filmfestspielen in Berlin den Silbernen Bären für die Hauptrolle in Alexander Sarchis Film 26 Tage aus dem Leben Dostojewskis.
Tarkowski plante, Solonizyn auch in Nostalghia (1983) und Opfer (1986) zu besetzen, jedoch starb Solonizyn 1982 im Alter von 47 Jahren an Krebs. Sein Grab befindet sich auf dem Wagankowoer Friedhof in Moskau.
In Der Spiegel und Solaris wurde Solonizyn von Friedhelm Eberle synchronisiert.

## Filmografie (Auswahl)
- 1963: Der Fall Kurt Clausewitz
- 1966: Andrej Rubljow
- 1967: Anjutas Weg
- 1971: Straßenkontrolle
- 1972: Solaris
- 1973: Den Menschen lieben
- 1975: Der Spiegel
- 1975: Luftschiffer
- 1976: Vertrauen
- 1977: Aufstieg
- 1977: Ulenspiegel
- 1978: Zwischen Zarenhof und Schlachtfeld
- 1979: Der Leibwächter
- 1979: Die Wende
- 1979: Stalker
- 1981: 26 Tage aus dem Leben Dostojewskis
- 1981: Geheimnis des Notizbuches
- 1981: Vater werden...
- 1981: Aus dem Leben von Kurgästen